# گنویتس
گنویتس (به آلمانی: Gnewitz) یک شهر در آلمان است که در روشتوک واقع شده‌ است. گنویتس ۲۲۹ نفر جمعیت دارد.